# Play Zone
Play Zone fue un programa de televisión infantil y juvenil de Colombia, originario de Canal Caracol, presentado por Juliana Velásquez, Andrés Simón en su último año y anteriormente por Susana Mora Concha, Maleja Restrepo, Juan Sebastián Quintero y Melissa Bermúdez.
El programa transmitía programas tanto infantiles como juveniles y un aparte de cine denominado Cine Play Zone, su competencia era Bichos, programa infantil transmitido por el Canal RCN.

## Historia
El programa inició transmisiones en Semana Santa del 2009, comenzando su primera emisión el jueves 9 de abril de 2009, a las 8:00 a. m., después del programa infantil Club 10, ya que ahora este estaba destinado a los más pequeños, mientras que la nueva franja es ahora para los más grandes, transmitiendo series animadas o no animadas de acción, animé y comedia, y además, incluyendo concursos, interactivos, entre otros. 
Su programación fue variando, incluyendo series animadas más recientes, y además, transmitiendo películas infantiles y juveniles, sus días de emisión fueron los sábados y domingos, desde las 9:15 a. m. aproximadamente, hasta las 12:30 del mediodía,y en ocasiones, también se emitió en días festivos. Fue uno de los programas infantiles más aceptados por el público colombiano.
El 31 de marzo de 2012, el programa estrenó nuevo set de grabación, y también un nuevo logo del programa, además se  retira Maleja Restrepo de la presentación del programa, y es reemplazada por una nueva presentadora llamada Susana Mora Concha. Cuando se retira del programa María Alejandra Restrepo, a los pocos meses se retira Juan Sebastian Quintero, y llega Andrés Simón en compañía de  Juliana Velásquez.
El 26 de abril de 2015 el programa llega a su final, después de haber estado 6 años al aire.

## Programación

### Al Final
- Los cuentos de los hermanos Grimm (anime)
- Cine Play Zone

### Anteriores
- Go Diego Go!
- Danny Phantom 2009 - 2010
- Yugioh GX 2009 - 2010
- Teen Titans 2009 - 2010
- Tak and the Power of Juju 2009-2010
- Animalia 2009-2010
- Avatar: la leyenda de Aang 2008-2010
- Johnny Test 2009-2010
- Ben 10 2009-2011
- Bakugan 2009-2013
- Popland! 2011
- Las Chicas Superpoderosas Z 2009 - 2013
- Batman el valiente 2009-2012
- Dino Rey 2009-2010
- Samurai X 2009 cancelada por violencia en horario familiar
- Transformers Animated 2009 - 2010
- Superman: la serie animada 2009 - 2010
- Legión de superhéroes 2009 - 2011
- El espectacular Hombre Araña 2009 - 2011
- Kamen Rider 2009 -2011
- Futurama 2009 - 2011
- Los Simpsons 2009 - 2011
- Astro Boy 2010 - 2012
- Zoey 101 2009 - 2011
- El Auto fantástico 2009 - 2011
- Smallville 2009-2011
- Patito Feo '2009 '
- Niní 2009-2011
- La pantera rosa 2009-2010
- Los pingüinos de Madagascar 2009-2013
- Tom & Jerry Kids (en Club 10)  2009-2011
- El show de los Looney Tunes (en Club 10) 2012-2013
- En sus marcas, listos, ya! 2012
- La pandilla de La pantera rosa 2011-2013
- El Pájaro Loco 2009-2014
- Kid vs. Kat 2012 - 2013
- Heroman 2013 - 2015

## Presentadores
- María Alejandra Restrepo - 2009-2012
- Juan Sebastián Quintero-2009-2012
- Susana Mora Concha - 2012-2014
- Andrés Simón - 2012-2015
- Juliana Velásquez - 2014-2015
- Melissa Bermúdez - presentadora de secciones "La descarga" y "Aventura Play Zone". 2009-2011